# Hospital de San Sebastián (Córdoba)
El hospital de San Sebastián es un edificio del siglo XVI situado en la calle Torrijos de Córdoba (España), justo enfrente de la fachada occidental de la Mezquita de Córdoba. Actualmente es sede del Palacio de Congresos y Exposiciones y de una oficina de información turística.
Forma parte del Centro histórico de Córdoba, que fue declarado Patrimonio de la Humanidad por la Unesco en 1994, mientras que el edificio fue inscrito como Bien de Interés Cultural desde 2007.

## Historia
El edificio fue construido entre 1512 y 1516 por obra del arquitecto Hernán Ruiz I, a petición de la cofradía de San Sebastián, que estaba tutelada por el Obispado de Córdoba y quiso construir un nuevo hospital para su institución. El solar adquirido perteneció a una antigua sala de abluciones que sirvió a la Mezquita, espacio conocido en aquella época como "corral de Cárdenas". Se consolidó como el centro sanitario más relevante durante siglos, hasta la construcción del hospital del cardenal Salazar a principios del siglo XVIII.
En 1816 se trasladó a este lugar la Casa de Expósitos de San Jacinto, que se encontraba en el Hospital del mismo nombre, para evitar el abandono de niños y niñas por las calles de la ciudad. Fue un gran problema ya que, antes de la instauración de esta casa de expósitos, ya se habilitó en una crujía del patio de los Naranjos de la Mezquita para este fin, conociéndose uno de los accesos como Postigo de la Leche. En 1850 el inmueble fue adquirido por la Diputación de Córdoba, aunque su actividad como casa de expósitos y hospital de maternidad continuó hasta 1961.
A partir de 1980, tras un abandono de casi 20 años, fue aprovechado como Palacio de Congresos y Exposiciones, actividad que se mantiene hasta la actualidad. En 1994 se integró en la denominación de Centro histórico de Córdoba como Patrimonio de la Humanidad, mientras que el 19 de diciembre de 2007 el edificio fue declarado como Bien de Interés Cultural.

## Restauración
En 2013 comenzó un proyecto de restauración y construcción para dotar al Palacio de Congresos de salas accesibles y con más capacidad para albergar grandes congresos. La primera fase de remodelación comenzó en agosto de 2013, cuyas obras incluyeron una instalación de una cubierta en el patio Azul y la ampliación del Salón de Actos para obtener un aforo de 800 personas. Dicha actuación tuvo un coste de 5,8 millones de euros y, tras una serie de retrasos, fue concluida en septiembre de 2018.
En febrero de 2014 se restauró, tras un proceso de tres meses, la fachada gótica que da acceso al hospital, actual Palacio de Congresos, tras un presupuesto de 63.000 euros.
En febrero de 2020 comenzó la segunda fase de restauración, presupuestada en 5,6 millones de euros, que se centraron en el patio Mudéjar e Italiano, así como en las salas Romero de Torres, Juan Bernier, Ramírez de Arellano, Ambrosio de Morales, Beatriz Enríquez y Presidente; y en las oficinas, cafetería, tiendas, guardarropa, cocina y almacén. Las obras concluyeron a mediados de 2023, pasando de 677 a 1786 plazas.

## Arquitectura
El núcleo principal del edificio lo constituyen el claustro de arquitectura mudéjar y la capilla de estilo gótico-flamígero rica en decoración plateresca y obra de Hernán Ruiz I, quien también realizó la fachada en 1514. Sus muros son de piedra y columnas de ladrillo con arcos peraltados en planta baja y rebajados en planta alta. La organización del mismo se realiza en torno a los patios.
La capilla del antiguo hospital alberga una planta rectangular y está dividida entre el oratorio y el presbiterio. La cubierta está realizada en nervadura gótica y descansa sobre un conjunto de arcos. El retablo fue obra de Teodosio Sánchez de Rueda en 1725. La fachada más relevante del exterior de estilo gótico flamígero da al interior de la iglesia y alberga una decoración plateresca, esencialmente vegetal y zoomorfa. En su tímpano se encuentran las figuras religiosas de San Pablo, San Pedro y San Sebastián.